# نورتابی
نورتابی، تابانی (به انگلیسی: luminance)، تراکم نور یا لومینانس در نورسنجی، معیار سنجش شدت نور در واحد مساحت در یک جهت مشخص است که با یکان نیت اندازه گیری می‌شود. تابانی بیانگر میزان نور عبوری از یک سطح، یا گسیل‌یافته از آن، در یک زاویهٔ فضایی مشخص است. یکای اس‌آی تابانی کاندلا بر متر مربع (cd/m۲) است. یکای غیر اس‌آی معادل این یکا «نیت» است. در دستگاه واحدهای سانتیمتر-گرم-ثانیه، یکای تابانی استیلب نام دارد که برابر است با یک کاندلا بر سانتی‌متر مربع یا ۱۰ kcd/m۲.

## توضیح
تابانی اغلب برای بیان ویژگی گسیل نور یا بازتاب آن از سطوح صاف و پخشندهٔ نور به کار می‌رود. تابانی نشان می‌دهد که چه میزان توان نوری توسط چشم انسان از یک زاویهٔ دید مشخص قابل تشخیص است؛ بنابراین تابانی معیاری است برای اینکه آن سطح تا چه حد درخشان∗ به نظر خواهد رسید؛ در این مورد زاویهٔ فضایی مورد بررسی زاویهٔ فضایی‌ای است که توسط مردمک چشم بسط می‌یابد. تابانی در صنعت فیلم‌سازی برای مشخص‌کردن درخشش∗ نمایشگر به کار می‌رود. یک نمایشگر رایج رایانه، چیزی بین ۵۰ تا ۳۰۰ کاندلا بر متر مربع گسیل می‌دهد. تابانی خودرشید در ظهر تقریباً برابر ۱٫۶×۱۰۹ cd/m۲ است.
تابانی در نورشناسی هندسی یک کمیت ناوردا است. این یعنی در یک سامانهٔ نوری ایده‌آال، تابانی خروجی برابر تابانی ورودی است. برای سامانه‌های نوری واقعی غیرفعال، خروجی تابانی در بیشترین حالت برابر ورودی است. برای نمونه اگر تصویر کوچک‌شده‌ای را با استفاده از یک عدسی بسازیم، توان نوری در یک مساحت کوچک‌تر متمرکز می‌شود، که بمعنای روشنایی∗ بیشتر در تصویر خواهد بود. با این وجود نور در سطح تصویر، زاویهٔ فضایی بزرگتری را باید پر کند تا تابانی حاصل به همان اندازهٔ قبلی بماند (با فرض اینکه لنز تلفات ندارد). تصویر حاصل هیچگاه نمی‌تواند از تصویر منبع درخشان‌تر∗ باشد.
انتخاب یا محاسبهٔ نادرست تابانی که کمتر یا بیشتر از حد نرمال باشد، می‌تواند اثر منفی روی چشم انسان بگذارد، به همین دلیل محاسبهٔ آن در محاسبات روشنایی، به ویژه در محیط‌های تاریک (مانند خیابان‌ها) و براق (مانند فضاهای آینه:کاری‌شده)، دارای اهمیت است.

## تعریف
تابانی از مشتق زیر به دست می‌آید:
{\displaystyle L_{\mathrm {v} }={\frac {\mathrm {d} ^{2}\Phi _{\mathrm {v} }}{\mathrm {d} A\,\mathrm {d} {\Omega }\cos \theta }}}
که در آن:
{\displaystyle L_{\mathrm {v} }} تابانی برحسب cd/m۲،
{\displaystyle \Phi _{\mathrm {v} }} شار نوری یا توان نوری بر حسب lm,
{\displaystyle \theta } زاویهٔ بین خط نرمال سطح و جهت مورد نظر،
{\displaystyle A} مساحت سطح (m۲) و
{\displaystyle \Omega }، زاویه فضایی بر حسب sr است.
این عبارت با استفاده از نمادگذاری لایبنیتز نوشته شده‌است.

## یکاها
به غیر از کاندلا بر متر مربع، یکاهای مختلفی برای روشنایی به کار می‌رود.
هر کاندلا بر متر مربع برابر است با:
- *۱۰-۴ استیلب (در دستگاه سانتی‌متر-گرم-ثانیه)
- π آپوستیلب
- π×10-۴ لامبرت
- ۰٫۲۹۲ پا-لامبرت

| انرژی نورانی                                | Qv | لومن ثانیه         | lm⋅s     | T⋅J          | در انگلیسی گاهی به یکاها تالبوت می‌گویند                  |
| شار نوری                                    | Φv | لومن (= cd⋅sr)     | lm       | J            | توان نوری هم می‌گویند                                     |
| شدت نور                                     | Iv | کاندلا (= lm/sr)   | cd       | J            | یکی از یکاهای اصلی اس‌آی، شار نوری در هر زاویهٔ فضایی واحد |
| درخشندگی                                    | Lv | کاندلا بر متر مربع | cd/m2    | L−2⋅J        | به این یکا «نیت» هم می‌گویند                              |
| شدت روشنایی                                 | Ev | لوکس (= lm/m2)     | lx       | L−2⋅J        | برای نور تابیده‌شده بر یک سطح استفاده می‌شود               |
| گسیل نوری                                   | Mv | لوکس (= lm/m2)     | lx       | L−2⋅J        | برای نور تابیده‌شده از یک سطح استفاده می‌شود               |
| نوردهی                                      | Hv | لوکس ثانیه         | lx⋅s     | L−2⋅T⋅J      |                                                          |
| چگالی انرژی نورانی                          | ωv | لومن ثانیه بر متر۳ | lm⋅s⋅m−3 | L−3⋅T⋅J      |                                                          |
| اثرگذاری نوری                               | η  | لومن بر وات        | lm/W     | M−1⋅L−2⋅T3⋅J | نسبت شار نوری به شار تابشی                               |
| بازده نوری                                  | V  |                    |          | 1            | ضریب نوری نیز گفته می‌شود                                 |
| جستارهای وابسته: اس‌آی · نورسنجی · رادیومتری |    |                    |          |              |                                                          |

1. ↑  موسسه استاندارد توصیه می‌کند کمیت‌های نورسنجی با یک "v" (مخفف "visual" یعنی دیداری) مشخص شوند تا از اشتباه‌شدن با کمیت‌های رادیومتری یا فوتون جلوگیری شود.
2. 1 2 3  گاهی نمادهای جایگزین هم بکار می‌رود: W برای انرژی نورانی، P یا F برای شار نوری، و ρ یا K اثرگذاری نوری.
3. ↑  "J" نماد توصیه‌شده برای روشنایی در دستگاه بین‌المللی یکاها است.